# Internationella Bodybuildingförbundet
Internationella Bodybuildingförbundet (IFBB) (International Federation of Body Building and Fitness) är ett idrottsförbund för kroppsbyggning grundat 1946.
Förbundet organiserar en rad internationella tävlingar, såsom
- Mr. Olympia
- Ms. Olympia
- Herr-VM i bodybuilding (World Amateur Bodybuilding Championships - årliga mästerskap)

Hette fram till 1976 IFBB Mr. Universum, den "riktiga" Mr. Universum-tävlingen organiseras dock av förbundet NABBA (National Amateur Bodybuilders Association), idag ingår NABBA:s Mr Universum-tävling i de årliga Universe Championships.
- Dam-VM i bodybuilding (IFBB Women's Bodybuilding, Fitness & Body Fitness World Amateur Championships)
- IFBB Men's Fitness World Amateur Championships.